# Etna Green
Etna Green est une municipalité située dans le comté de Kosciusko, dans l’État de l'Indiana, aux États-Unis. Lors du recensement de 2020, elle comptait 570 habitants.